# Hieronymus Kamphövener
Hieronymus Kamphövener (* 27. Januar 1757 in Klixbüll; † 3. August 1824 in Schleswig) war ein aus Schleswig stammender Verwaltungsjurist in dänischen Diensten.

## Leben
Hieronymus Kamphövener war Sohn des Pastors an der St. Nikolaus-Kirche in Klixbüll Bernhard Caspar Kamphövener († 1776). Er studierte Rechtswissenschaften an der Universität Kiel und 1780/1781 an der Universität Göttingen. Aus seiner Studentenzeit ist sein studentisches Stammbuch überliefert. Nach dem Studium trat er in den dänischen Verwaltungsdienst ein und wurde königlich dänischer Kammersekretär bei der Rentkammer in Kopenhagen und Revisor der dänischen Klassenlotterie. 1795 kehrte Kamphövener in das Herzogtum Schleswig zurück und wurde in Hütten, wo er auch den Wohnsitz nahm, Amtsverwalter des Amts Hütten und Hardesvogt der Hüttener Harde.
Er verstarb in 1824 Schleswig als Justizrat und Amtsverwalter des Amts Hütten und Justiziar des Gutes Rögen in Gammelby.
Neben seinen eigenen Schriften, mit denen er unter anderem die von Georg Christian Oeder veranlasste Bauernbefreiung und Aufhebung der Leibeigenschaft in Schleswig-Holstein in Form eines Rechenschaftsberichtes dokumentierte, trat er auch als Übersetzer von Schriften Johan Zoëgas aus dem Dänischen ins Deutsche hervor.
Kamphövener war ein Vetter von Christian Hieronymus Esmarch.

## Schriften
- Beschreibung der bereits vollführten Niederlegungen Königl. Domainen Güter in den Herzogthümern Schleswig und Holstein, Kopenhagen 1787 (Digitalisat)